# Santissimo Crocifisso di Marino
Il Santissimo Crocifisso di Marino è un'immagine religiosa miracolosa raffigurante la crocifissione di Gesù conservata nella chiesa della Santissima Trinità a Marino, in provincia di Roma, nell'area dei Castelli Romani.

## Storia
Il Crocifisso iniziò a dispensare grazie ai fedeli il 14 giugno 1635. All'epoca l'immagine si trovava in un terreno di proprietà dei Colonna situato fuori dalle mura a ridosso del Santuario di Santa Maria dell'Acquasanta. Quando i Colonna recintarono il luogo, si tramanda che miracolosamente la recinzione veniva continuamente guastata per l'affluenza di devoti che chiedevano grazie al venerato Crocifisso.
Fu così che un bambino di sette anni, nato muto, venne miracolato non appena venne portato vicino all'immagine; un altro miracolo attribuito all'opera del Crocifisso fu la liberazione di un pirigoniero che, portato in catene da due sbirri pontifici, invocò il suddetto Crocifisso ottenendo che le catene si slegassero. Questi prodigiosi eventi sono riferiti in una relazione del 23 marzo 1641, firmata da padre Marco de Martino dei Chierici Regolari Minori al suo superiore padre Francesco Gretta, procuratore generale dell'ordine in questione, che all'epoca aveva una casa a Marino, presso la chiesa della Santissima Trinità.
Visti gli eventi, il 30 novembre 1636 la Comunità di Marino decise di edificare attorno all'immagine miracolosa una piccola cappella, ai cui visitatori papa Urbano VIII concesse l'indulgenza per il giorno della festa della Croce e un'indulgenza di cento giorni per ogni litania del venerdì.
Il Crocifisso venne solennemente traslato dalla propria cappella alla chiesa della Santissima Trinità il 14 giugno 1637, per volere dei Chierici Regolari Minori e con l'autorizzazione del duca Filippo I Colonna. L'immagine fu scalpellata dal peperino su cui era dipinta e portata processionalmente alla sua nuova sede: in quel giorno vennero contate 2400 torce, di gente marinese o proveniente dai paesi vicini. Il Crocifisso venne collocato nella seconda cappella a destra della chiesa della Trinità, e ancora oggi è lì ospitato.
Il 6 luglio 1856 il Crocifisso venne solennemente esposto nella Basilica di San Barnaba per invocare la sua protezione contro una grave malattia che aveva colpito le uve marinesi.

## Descrizione
Il Crocifisso consiste in un'immagine dipinta su peperino, che venne scalpellata via dal blocco su cui era stata dipinta nel 1637. La pietra di peperino, secondo i calcoli dello storico marinese Girolamo Torquati, era alta 39 pollici, larga 32 pollici e mezzo e profonda 12 pollici.